# أكمية حمراء
أكمية حمراء (الاسم العلمي: Aechmea rubens) هو نوع نباتي يتبع جنس الأكمية من فصيلة البروميلية.